# Renée Sintenis

Renée Sintenis   (Kłodzko, 20 de març de 1888 - Berlín, 22 d'abril de 1965), més coneguda com a Renée Sintenis, fou una escultora alemanya adscrita a l'expressionisme. Creà sobretot petites escultures d'animals, nus femenins i figures sobre esports.
De família d'origen hugonot (Sintenis deriva de Saint-Denis), passà la joventut a Neuruppin i Stuttgart, on rebé les primeres lliçons de pintura. De 1907 a 1910 estudia escultura en el Museu d'Arts Decoratives de Berlín amb Wilhelm Haverkamp. Hagué de suspendre els estudis per treballar amb son pare com a secretària. Aviat s'independitza, i comença amb l'escultura a petita escala a partir de 1913, i tingué molt d'èxit des de llavors. Al 1917 es casa amb el cal·lígraf i pintor Emil Rudolf Weiss. En la dècada de 1920 tingué els majors èxits. El seu marxant, Alfred Flechtheim, presentà el seu treball a París i Nova York. Al 1931 esdevingué la primera escultora admesa en l'Acadèmia d'Arts de Prússia.

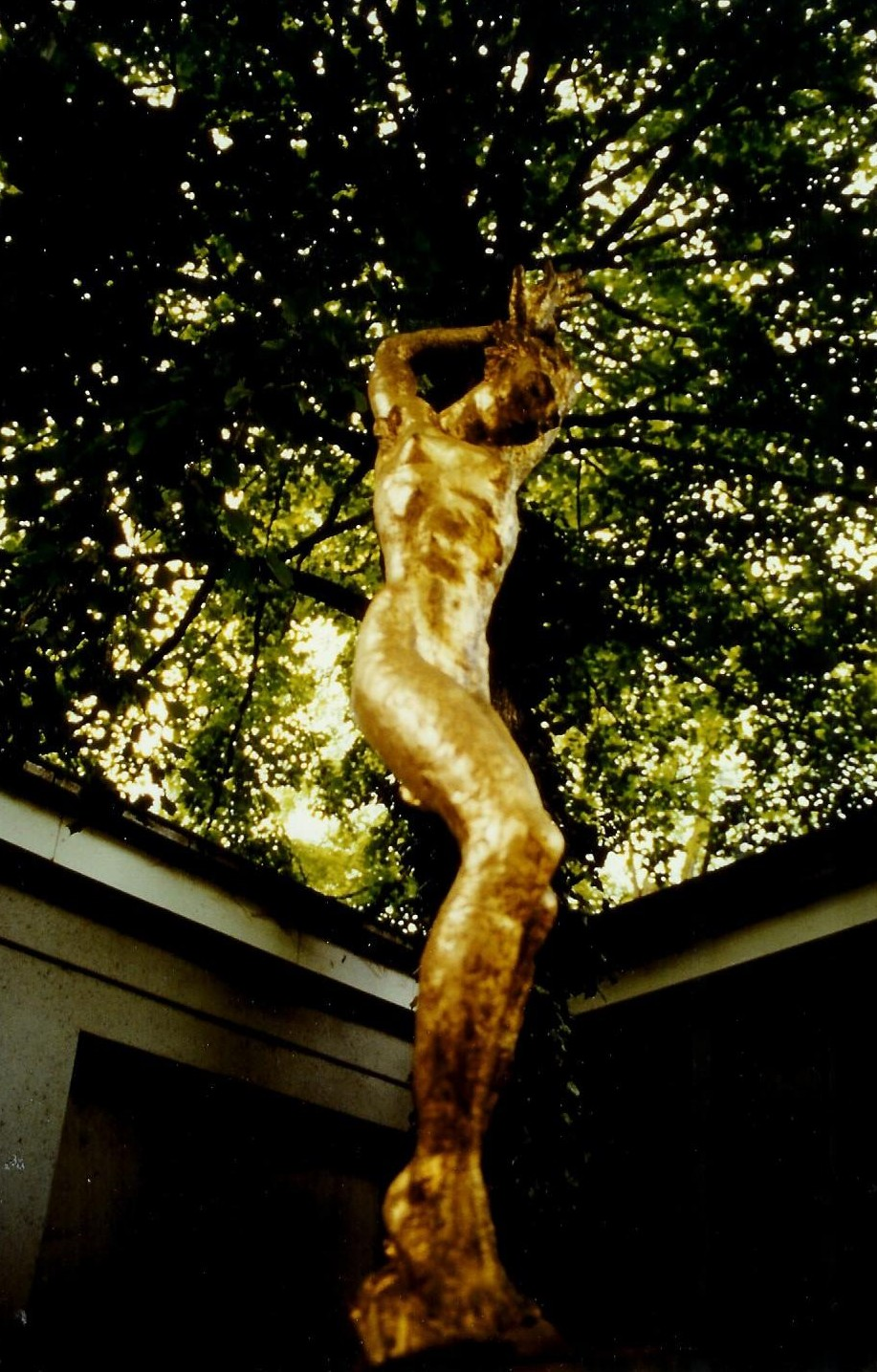
Dafne, Bürgergärten, Lübeck

El 1934, fou exclosa pels nazis, per raons d'origen ètnic, de l'Acadèmia d'Arts. Després de la mort del seu marit, al 1942, caigué en una profunda crisi. Al 1945 el seu apartament fou destruït, i perdé totes les seues pertinences i gran part del seu treball. Des de 1947 treballà com a professora en la Facultat de Belles Arts de Berlín, i el 1955 fou inclosa en l'acabada de fundar Acadèmia d'Arts de Berlín (Oest). La seua estàtua "Os de Berlín" (1957) és la utilitzada actualment per als premis atorgats als guanyadors del Festival Internacional de Cinema de Berlín.